# Division 1 Féminine 2017/18
Die Saison 2017/18 der Division 1 Féminine war die 44. Ausspielung der französischen Frauenfußballmeisterschaft seit der offiziellen Anerkennung des Frauenfußballs im Jahr 1970 durch die FFF, den Fußballverband Frankreichs und der ersten Austragung in der Saison 1974/75. Die Division 1 Féminine genannte Spielklasse wird im reinen Ligamodus in einer aus einer einzigen Gruppe bestehenden, zwölf Teams umfassenden, landesweiten höchsten Liga ausgetragen; in diesem Modus war es die 26. Meisterschaft. Titelverteidigerinnen waren die Frauen von Olympique Lyon.
Die Saison begann aufgrund der Teilnahme der Französinnen an der Europameisterschaftsendrunde am 3. September 2017 und endete am 27. Mai 2018. Zwischen dem 17. Dezember und dem 14. Januar gab es eine Winterpause; allerdings mussten die Erstdivisionäre bereits am ersten Januarwochenende in den Landespokalwettbewerb eingreifen.

## Qualifikation und Austragungsmodus
Für die Teilnahmeberechtigung wurde ausschließlich das Abschneiden der Frauschaften in der Vorsaison berücksichtigt. Qualifiziert waren die zehn bestplatzierten Teams der Vorsaison sowie zwei Aufsteiger, die jeweils ihre Gruppe der Division 2 Féminine als Tabellenerste beendet hatten. Aufgrund einer Berufungsverhandlung stand allerdings erst nach einem Entscheidungsspiel Mitte Juni 2017 fest, ob aus der Nordgruppe der D2F der OSC Lille oder ESOF La Roche aufstieg. Zudem kam es in der Sommerpause zu zwei Vereinsfusionen bzw. Übertragungen der Verbandslizenz. Somit starteten folgende zwölf Teilnehmer in diese Saison:
- aus dem Norden: Aufsteiger OSC Lille, Juvisy FCF als Paris FC, Paris Saint-Germain FC, Aufsteiger FCF Val d’Orge als FC Fleury
- aus dem Westen: Girondins Bordeaux, EA Guingamp, ASJ Soyaux
- aus dem Süden: ASPTT Albi, Titelverteidiger Olympique Lyon, Olympique Marseille, HSC Montpellier, AF Rodez

Für Val d’Orge wie für Lille stellt die Teilnahme ihr Erstligadebüt dar.
Die Meisterschaft wurde in einer doppelten Punkterunde ausgespielt, in der jeder Teilnehmer in Heim- und Auswärtsspiel gegen jeden anderen antritt. Es galt die übliche „Drei-Punkte-Regel“ mit drei Punkten für einen Sieg, einem für ein Unentschieden und keinem für eine Niederlage; bei Punktgleichheit gab zunächst der direkte Vergleich und bei Erforderlichkeit anschließend die bessere Gesamt-Tordifferenz, falls auch dann noch Gleichheit besteht, gegebenenfalls die höhere Zahl erzielter Treffer den Ausschlag. Am Ende der Saison mussten die zwei Tabellenletzten absteigen, die für die kommende Spielzeit durch zwei Aufsteiger – die Siegerinnen der beiden Gruppen der zweiten Division – ersetzt wurden.
Die französischen Meisterinnen sowie die Zweitplatzierten der Division 1 Féminine qualifizierten sich für den Frauen-Europapokalwettbewerb der folgenden Spielzeit.

## Vereinswechsel
Trainer Gérard Prêcheur verlängerte nach zweimaligem Gewinn des Titel-Triples (Meisterschaft, Landes- und Europapokal) seinen Vertrag bei Lyon nicht mehr. Ihn löste zu dieser Saison Reynald Pedros ab. Bei den Spielerwechseln eröffnete der Montpellier HSC den Reigen mit der Verpflichtung von Torfrau Méline Gérard aus Lyon und der dänischen Nationalspielerin Katrine Veje (bisher Brøndby IF) für das offensive Mittelfeld.
Insgesamt entwickelte sich der Transfermarkt zumindest bis Ende August ruhiger als in den Vorjahren. Viele Klubs verlängerten bevorzugt Verträge mit ihren langjährigen Führungsspielerinnen wie beispielsweise Camille Abily und Corine Petit bei Lyon oder Gaëtane Thiney beim Paris FC. Außerdem wurden etliche Talente an ihren jeweiligen Klub gebunden.

So gab Lyon neben Méline Gerard – für die Pauline Peyraud-Magnin aus Marseille an die Rhône zurückkehrte – auch Josephine Henning (FC Arsenal), Pauline Bremer (Manchester City), Caroline Seger (FC Rosengård), Alex Morgan (Orlando Pride) und Aurélie Kaci (Atlético Madrid) ab, verpflichtete aber mit Lucia Bronze von Manchester City und Shanice van de Sanden vom FC Liverpool nur zwei Akteurinnen, die bei der Europameisterschaft im Sommer stark auf sich aufmerksam gemacht hatten. Bei Paris Saint-Germain beendete Sabrina Delannoy ihre Karriere, außerdem ließ PSG insbesondere die Top-Angreiferin Cristiane nach China weiterziehen, während Jennifer Hermoso Fuentes (FC Barcelona), Melike Pekel (FC Metz), Kadidiatou Diani (Juvisy FCF/Paris FC) und Emma Berglund (FC Rosengård) zum Vorjahres-Dritten stießen. Der neue Lokalrivale Paris FC sicherte sich die Dienste der Japanerin Ami Ōtaki (zuletzt vereinslos). Salma Amani aus Guingamp wechselte ebenso zum Aufsteiger FC Fleury wie Sarah Palacin von Paris Saint-Germain, Maéva Clemaron aus Saint-Étienne und Daphné Corboz aus den USA; Bordeaux verpflichtete mit Erin Nayler (zuletzt bei Grenoble) eine Nationaltorhüterin aus Neuseeland. Liganeuling Lille stützte sich insbesondere auf drei belgische Internationale (Jana Coryn, Maud Coutereels, Silke Demeyere) und holte zudem von PSG die 21-jährige Torjägerin Ouleymata Sarr.
Bei Marseille hängte mit Sandrine Brétigny eine der erfolgreichsten Torjägerinnen der Ligageschichte ihre Fußballschuhe an den Nagel, revidierte diese Entscheidung allerdings während der Winterpause.
Zum Januar 2018 ergänzte Lyon seinen Kader mit der USA-Rückkehrerin Amandine Henry und Morgan Brian. Dafür gab der Verein die norwegische Stürmerin Andrea Norheim an Piteå IF ab; die 18-Jährige war in anderthalb Jahren lediglich zu einem Pokaleinsatz gekommen. Außerdem wurden Claire Lavogez, damit sie nach längerer Verletzungs- und Rekonaveszenzzeit wieder Spielpraxis bekam, an den FC Fleury und Kenza Dali an den OSC Lille verliehen. Paris S-G löste die Verträge mit Verónica Boquete (nach China) und Laura Georges (zu Bayern München) auf, verlieh zudem Perle Morroni an den FC Barcelona. Im Gegenzug wurden mit Andrine Hegerberg (Norwegen), Paulina Dudek (Polen) und Davinia Vanmechelen (Belgien) drei Nationalspielerinnen verpflichtet. Schließlich verließ die Ex-Nationaltorfrau Céline Deville den Paris FC, bei dem sie nur noch die Nummer zwei war, zum Zweitdivisionär AS Nancy.
Bei Saisonstart war Sarah M’Barek, mittlerweile in ihrer fünften Spielzeit bei Guingamp, die einzige weibliche Trainerin in Frankreichs Eliteklasse.

## Ergebnisse, Tabelle und Saisonverlauf
Stand: 27. Mai 2018 (Saisonende)
|                     | ASP Alb | Gir. Bor | FC Fle | EA Gui | OSC Lil | Oly Lyo | Oly Mar | HSC Mon | FC Par | SG Par | AF Rod | ASJ Soy |
| ASPTT Albi          |         | 0:1      | 1:0    | 2:0    | 0:0     | 0:5     | 0:2     | 0:7     | 0:1    | 0:4    | 1:1    | 0:1     |
| Girondins Bordeaux  | 3:1     |          | 3:3    | 1:1    | 1:2     | 0:4     | 1:0     | 0:0     | 2:3    | 0:1    | 1:1    | 0:0     |
| FC Fleury           | 0:1     | 0:1      |        | 1:0    | 1:2     | 1:3     | 2:1     | 1:1     | 1:5    | 0:2    | 2:0    | 1:0     |
| EA Guingamp         | 0:1     | 0:1      | 1:2    |        | 1:0     | 0:5     | 1:0     | 1:3     | 2:2    | 0:3    | 3:1    | 1:0     |
| OSC Lille           | 1:1     | 3:0      | 2:2    | 1:0    |         | 1:10    | 1:1     | 0:2     | 1:1    | 1:3    | 0:2    | 2:0     |
| Olympique Lyon      | 4:0     | 2:0      | 5:0    | 4:0    | 6:0     |         | 7:0     | 2:1     | 9:2    | 1:0    | 7:0    | 5:0     |
| Olympique Marseille | 1:2     | 1:0      | 0:1    | 0:0    | 0:2     | 0:5     |         | 1:4     | 1:0    | 2:5    | 0:1    | 0:0     |
| HSC Montpellier     | 3:1     | 4:1      | 8:0    | 1:0    | 4:1     | 0:5     | 3:2     |         | 2:1    | 3:0    | 2:1    | 1:0     |
| Paris FC            | 1:0     | 1:1      | 0:0    | 1:3    | 2:1     | 0:4     | 2:1     | 1:2     |        | 0:1    | 4:0    | 2:1     |
| Paris Saint-Germain | 1:0     | 3:0      | 4:2    | 2:0    | 6:1     | 0:0     | 4:0     | 3:1     | 4:1    |        | 6:0    | 1:1     |
| AF Rodez            | 0:0     | 2:2      | 3:1    | 1:1    | 2:1     | 0:6     | 4:2     | 0:6     | 0:0    | 0:3    |        | 1:1     |
| ASJ Soyaux          | 1:1     | 1:0      | 2:1    | 1:2    | 2:1     | 0:5     | 2:1     | 1:5     | 1:1    | 0:3    | 3:2    |         |

| Pl. | Frauschaft          | Sp | G  | U | V  | Tore   | Diff. | Pkte. | Ab- zug |
| --- | ------------------- | -- | -- | - | -- | ------ | ----- | ----- | ------- |
| 1.  | Olympique Lyon (M)  | 22 | 21 | 1 | 0  | 104:05 |       | 64    |         |
| 2.  | Paris Saint-Germain | 22 | 18 | 2 | 2  | 059:13 |       | 56    |         |
| 3.  | HSC Montpellier     | 22 | 17 | 2 | 3  | 063:22 |       | 53    |         |
| 4.  | Paris FC            | 22 | 8  | 6 | 8  | 031:37 |       | 30    |         |
| 5.  | ASJ Soyaux          | 22 | 6  | 6 | 10 | 018:36 |       | 24    |         |
| 6.  | OSC Lille (N)       | 22 | 6  | 5 | 11 | 024:47 |       | 23    |         |
| 7.  | Girondins Bordeaux  | 22 | 5  | 7 | 10 | 019:33 | –14*  | 22    |         |
| 8.  | FC Fleury (N)       | 22 | 6  | 4 | 12 | 022:45 | –23*  | 22    |         |
| 9.  | AF Rodez            | 22 | 5  | 7 | 10 | 022:52 | –30*  | 22    |         |
| 10. | EA Guingamp         | 22 | 6  | 4 | 12 | 017:33 | –16*  | 22    |         |
| 11. | ASPTT Albi          | 22 | 5  | 5 | 12 | 012:37 |       | 20    |         |
| 12. | Olympique Marseille | 22 | 3  | 3 | 16 | 016:47 |       | 12    |         |

* Platzierung aufgrund des direkten Vergleiches
Am Ende der Hinrunde führte Lyon die Tabelle mit der makellosen Bilanz von elf Siegen an; dabei haben die Herbstmeisterinnen das Kunststück fertig gebracht, ihre fünf Auswärtsspiele sämtlich mit demselben Ergebnis (5:0) zu gewinnen. Zudem profitierte OL bei seinem 9:2-Heimsieg gegen den Paris FC am dritten Spieltag von gleich drei Eigentoren der Hauptstädterinnen.
Die Verfolger PSG und Montpellier lagen bereits fünf beziehungsweise sechs Punkte zurück, während der Paris FC als Viertplatzierter nur noch eine theoretische Chance besaß, in den Kampf um die beiden Europapokalplätze einzugreifen, die sich nach den ersten sieben Rückrundenpartien, in denen die ehemaligen Frauen aus Juvisy lediglich zwei Punkte holten, dem Nullpunkt annäherte. Bordeaux und Soyaux befanden sich zu diesem Zeitpunkt noch in gebührendem Abstand zu den Abstiegsrängen. Abgesehen von Marseille, das in der Vorsaison als Aufsteiger einen hervorragenden vierten Rang belegt hatte, nach dieser Hinrunde aber bereits sechs Punkte Rückstand auf einen Nichtabstiegsplatz aufwies und zu diesem Zeitpunkt als einziges Team noch keinen Sieg verzeichnen konnte, ging es für Albi, Rodez, Guingamp sowie beide Neulinge (Lille und Fleury) – getrennt durch maximal zwei Punkte – in der Rückrunde darum, wenigstens einen weiteren Kontrahenten hinter sich zu lassen. Dies misslang den Frauen aus Albi, die am letzten Spieltag noch hinter Guingamp auf den vorletzten Platz abrutschten und Marseille somit in das Unterhaus begleiten mussten.
An der Tabellenspitze zog Lyon wiederum unangefochten seine Bahn, gab erst am 21. Spieltag gegen Vizemeister Paris zwei Punkte ab und gewann schließlich seinen zwölften Landesmeistertitel in Serie.
Die Saison verzeichnete einen Negativrekord, was die Zahl von Treffern an einem einzelnen Spieltag anbetrifft, denn am ersten Februarwochenende 2018 wurden in sechs Begegnungen lediglich sieben Tore erzielt. Bis dahin stand diese Marke bei neun Treffern (2016, ebenfalls Anfang Februar). Und am 21. Spieltag wurde diese Torflaute mit sechs Treffern nochmals unterboten.
Zur folgenden Saison stiegen aus der Division 2 Féminine mit dem FC Metz die „Fahrstuhlmannschaft“ der letzten Jahre und als absoluter Liganeuling der FCO Dijon auf.

## Die Spielerinnen des Meisters
Trainer Reynald Pedros hatte folgende Fußballerinnen in seinem Saisonkader (in Klammern die Zahl der Punktspieleinsätze):
- Tor: Sarah Bouhaddi (21), Pauline Peyraud-Magnin (1)
- Abwehr: Selma Bacha (11), Lucy Bronze (19), Kadeisha Buchanan (16), Jessica Houara (3), Griedge Mbock Bathy (15), Corine Petit (7), Wendie Renard (17)
- Mittelfeld: Camille Abily (21), Morgan Brian (4), Kheira Hamraoui (19), Amandine Henry (7), Saki Kumagai (21), Amel Majri (19), Dzsenifer Marozsán (18)
- Angriff: Delphine Cascarino (19), Ada Hegerberg (20), Emelyne Laurent (2), Eugénie Le Sommer (20), Mylaine Tarrieu (1), Élodie Thomis (9), Shanice van de Sanden (16)

Lyons 104 Tore erzielten Hegerberg (31), Le Sommer (17), Abily (9), Marozsán (8), Hamraoui (7), Kumagai, Renard (je 5), Henry, Majri, Mbock Bathy (je 3), Bronze, Cascarino, Laurent, van de Sanden (je 2) sowie Brian (1). Dazu kamen vier gegnerische Eigentore.

## Erfolgreichste Torschützinnen
Die meisten Treffer erzielten:
| Pl. | Name                    | Team        | Tore |
| --- | ----------------------- | ----------- | ---- |
| 1.  | Ada Hegerberg           | Lyon        | 31   |
| 2.  | Marie-Antoinette Katoto | Paris SG    | 21   |
| 3.  | Eugénie Le Sommer       | Lyon        | 17   |
| 4.  | Stina Blackstenius      | Montpellier | 13   |
| 5.  | Valérie Gauvin          | Montpellier | 12   |
| 6.  | Gaëtane Thiney          | Paris FC    | 11   |
| 7.  | Marie-Laure Delie       | Paris SG    | 10   |
| 8.  | Camille Abily           | Lyon        | 9    |
|     | Ouleymata Sarr          | Lille       | 9    |
| 10. | Flavie Lemaître         | Rodez       | 8    |
|     | Dzsenifer Marozsán      | Lyon        | 8    |
| 12. | Jana Coryn              | Lille       | 7    |
|     | Kheira Hamraoui         | Lyon        | 7    |
|     | Sofia Jakobsson         | Montpellier | 7    |
| 15. | Kimberley Cazeau        | Albi        | 6    |
|     | Kadidiatou Diani        | Paris SG    | 6    |
|     | Jennifer Hermoso        | Paris SG    | 6    |
|     | Desire Oparanozie       | Guingamp    | 6    |

Rangfolge der Vorlagengeberinnen
| Pl. | Name                  | Team        | Assists |
| --- | --------------------- | ----------- | ------- |
| 1.  | Camille Abily         | Lyon        | 12      |
| 2.  | Eugénie Le Sommer     | Lyon        | 10      |
|     | Amel Majri            | Lyon        | 10      |
| 4.  | Gaëtane Thiney        | Paris FC    | 9       |
| 5.  | Jennifer Hermoso      | Paris SG    | 8       |
|     | Sofia Jakobsson       | Montpellier | 8       |
|     | Dzsenifer Marozsán    | Lyon        | 8       |
| 8.  | Virginia Torrecilla   | Montpellier | 7       |
| 9.  | Stina Blackstenius    | Montpellier | 6       |
|     | Laurie Cance          | Rodez       | 6       |
|     | Sakina Karchaoui      | Montpellier | 6       |
| 12. | Kadidiatou Diani      | Paris SG    | 5       |
|     | Julie Peruzzetto      | Rodez       | 5       |
|     | Shanice van de Sanden | Lyon        | 5       |